# Tiana (Włochy)
Tiana – miejscowość i gmina we Włoszech, w regionie Sardynia, w prowincji Nuoro.
Według danych na rok 2004 gminę zamieszkiwały 583 osoby, 30,7 os./km². Graniczy z Austis, Desulo, Ovodda, Sorgono, Teti i Tonara.